# Ihr sichergebaueten Alpen …
Ihr sichergebaueten Alpen … ist ein Hymnenentwurf Friedrich Hölderlins. Er steht auf Seite 43–44 des Homburger Foliohefts und ist in der Zeit von dessen Niederschrift entstanden, zwischen 1802 und 1807. Gedruckt wurde er zuerst 1916 in Band 4 der von Norbert von Hellingrath und Friedrich Seebaß (1887–1963) begonnenen historisch-kritischen Ausgabe von Hölderlins Werken.

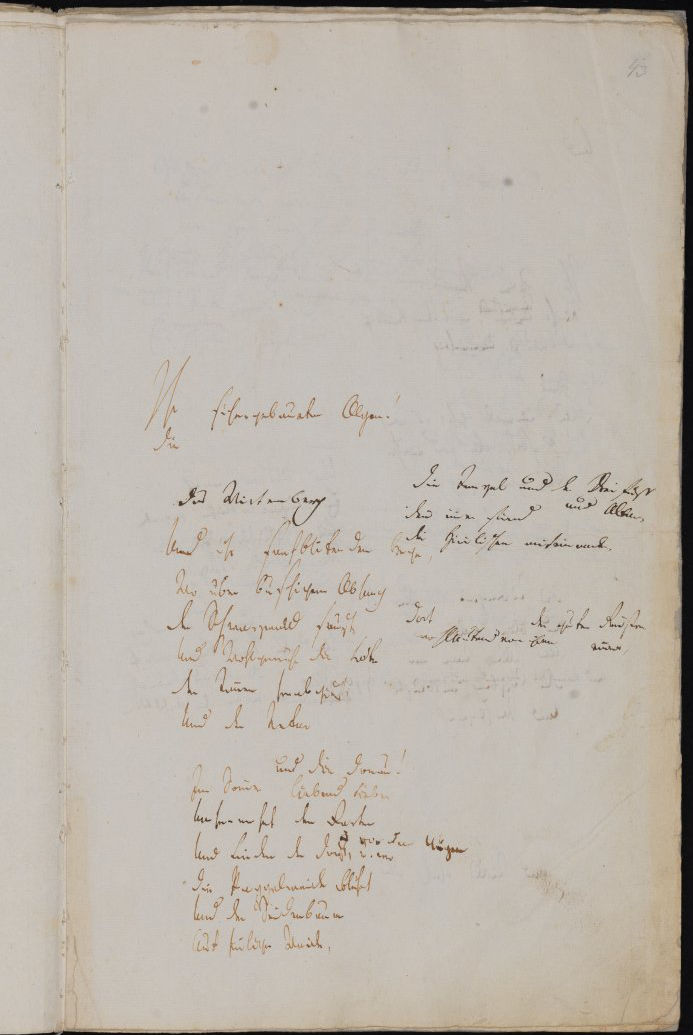
Homburger Folioheft Seite 43.

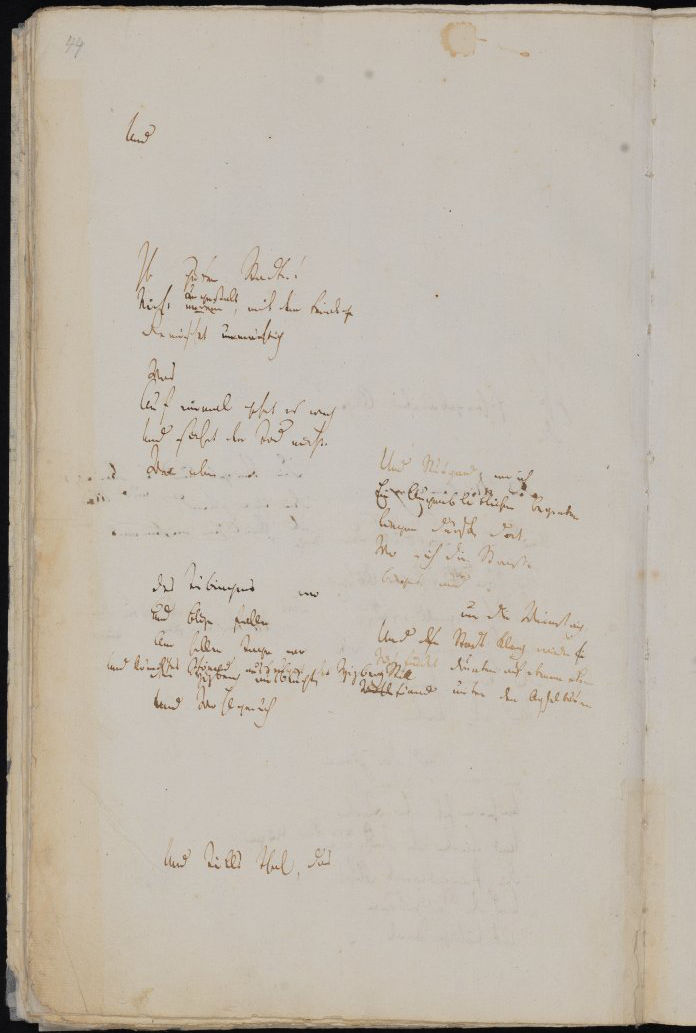
Homburger Folioheft Seite 44.

Der Charakter des Homburger Foliohefts mit vollendeten Gedichten, Entwürfen und kleinen Bruchstücken, oft übereinandergeschrieben, machte die Erarbeitung eines von Hölderlin intendierten Textes schwer und im Ergebnis unsicher. In diesem Artikel sind der Text der von Friedrich Beissner, Adolf Beck und Ute Oelmann (* 1949) herausgegebenen historisch-kritischen Stuttgarter Ausgabe (links) und der Text der von Michael Knaupp herausgegebenen Werkausgabe (rechts) gegenübergestellt. Hellingrath und Seebaß bieten noch einmal einen anderen Text. Seinen Titel hat dem im Homburger Folioheft unbetitelten Entwurf Friedrich Beissner gegeben.
Interpretationen haben Martin Anderle, Fritz Martini und, am frühesten und eindringlichsten, Wolfgang Binder versucht. Binder schreibt, er wolle wenn nicht ein Gedicht, so doch die Idee eines Gedichtes wiedergewinnen, das in den Kreis der „Vaterländischen Gesänge“ gehöre.

## Text
0000Ihr sichergebaueten Alpen!

0000Die

0000Und ihr sanftblikenden Berge,

0000Wo über buschigem Abhang

0050Der Schwarzwald saußt,

0000Und Wohlgerüche die Loke

0000Der Tannen herabgießt,

0000Und der Nekar

000000000und die Donau!

0100Im Sommer liebend Fieber

0000Umherwehet der Garten

0000Und Linden des Dorfs, und wo

0000Die Pappelweide blühet

0000Und der Seidenbaum

0150Auf heiliger Waide,

0000Und

0000Ihr guten Städte!

0000Nicht ungestalt, mit dem Feinde

0000Gemischet unmächtig

0200Was

0000Auf einmal gehet es weg

0000Und siehet den Tod nicht.

0000Wann aber

0000Und Stutgard, wo ich

0250Ein Augenbliklicher begraben

0000Liegen dürfte, dort

0000Wo sich die Straße

0000Bieget, und

000000000um die Weinstaig,

0300Und der Stadt Klang wieder

0000Sich findet drunten auf ebenem Grün

0000Stilltönend unter den Apfelbäumen

0000Des Tübingens 0000wo

0000Und Blize fallen

0350Am hellen Tage

0000Und Römisches tönend ausbeuget der Spizberg

0000Und Wohlgeruch

0000Und Tills Thal, das
0000Ihr sichergebaueten Alpen!

0000Die Tempel und der Dreifuß und Altar

0000Denn immer sind

0000Die Himmlischen miteinander

005000000der guten Geister einer,

0000Dort wohllautend von ihnen

0000Das Wirtemberg

0000Und ihr sanftblikenden Berge,

0000Wo über buschigem Abhang

0100Der Schwarzwald seufzt,

0000Und Wohlgerüche die Loke

0000Der Tannen herabgießt,

0000Und der Nekar

000000000und die Donau!

0150Im Sommer liebend Fieber

0000Umherwehet der Garten

0000Und Linden des Dorfs, und vor den Augen

0000Die Pappelweide blühet

0000Und der Seidenbaum

0200Auf heiliger Waide,

0000Und

0000Ihr guten Städte!

0000Nicht ungestalt, mit dem Feinde

0000Gemischet unmächtig

0250Was

0000Auf einmal gehet es weg

0000Und siehet den Tod nicht.

0000Wann aber

0000Und Stutgard, wo ich

0300Ein Augenbliklicher begraben

0000Liegen dürfte, dort

0000Wo sich die Straße

0000Bieget, und

000000000um die Weinstaig,

0350Und der Stadt Klang wieder

0000Sich findet drunten auf ebenem Grün

0000Stilltönend unter den Apfelbäumen

0000Des Tübingens 0000wo

0000Und Blize fallen

0400Am hellen Tage

0000Und Römisches tönend ausbeuget der Spizberg

0000Und Wohlgeruch

0000Und Tills Thal, das

## Interpretation
Das Gedicht ist wie manche andere eine imaginäre Wanderung. Aber es schweift nicht wie Der Wanderer in Fernen, die Hölderlin nie gesehen hat, „Einsam stand ich und sah in die Afrikanischen dürren / Ebnen hinaus“ und „Fern zum nördlichen Pol kam ich in Schiffen herauf“. Es beschränkt sich vielmehr auf das, was Hölderlin unmittelbar kannte. Es wird dadurch auch ein Preis von Hölderlins geliebter schwäbischer Heimat, so wie die im Homburger Folioheft an erster und dritter Stelle stehenden vollendeten Elegien Heimkunft und Stutgard und wie der etwas frühere „Vaterländische Gesang“ Die Wanderung – „Glükseelig Suevien, meine Mutter“.
Die Wanderung beginnt mit den Alpen, wie in Die Wanderung Vers 7–8 – „Und Alpengebirg der Schweiz auch überschattet / Benachbartes dich“; in Heimkunft Vers 1 – „Drinn in den Alpen ists noch helle Nacht“; und in Der Rhein Vers 2–4 – „eben, da der goldene Mittag / Den Quell besuchend, herunterkam / Von Treppen des Alpengebirgs“. Die Alpen hatte Hölderlin als Hauslehrer in Hauptwil noch kürzlich, im Januar 1801, erlebt. Von den Alpen geht die Vorstellung nach Nordwesten. Auf ihre Anrufung „Ihr sichergebaueten Alpen!“ folgt die Anrufung „ihr sanftblikenden Berge“ des Schwarzwalds. Von Nürtingen über Straßburg nach Bordeaux, wo er eine weitere Hauslehrerstelle antreten würde, war Hölderlin im Dezember 1801 zum ersten Mal durch den Hochschwarzwald gekommen. In den „vier ganz dichten, konzisen Versen“ 4–7 (Zählung gemäß der Stuttgarter Ausgabe) sieht man, wie das Gebirge über „buschigem Abhang“ aufsteigt, hört das Sausen oben und nimmt die sich in Gegenrichtung herabgießenden Wohlgerüche der Tannen wahr. Im Schwarzwald entspringen Neckar und Donau, besungen in Der Nekar – „In deinen Thälern wachte mein Herz mir auf“ – und Der Ister – „Man nennet aber diesen den Ister. / Schön wohnt er.“
Neckar und Donau fließen ostwärts, in Richtung auf die Dörfer der Heimat. Hölderlin charakterisiert sie botanisch, Linden, Pappelweiden, Seidenbäume, heilige Weiden. Assonanzen binden die Verse zusammen: „Die Pappelweide blühet / Und der Seidenbaum / Auf heiliger Waide“. Die Pappelweiden sind Silber- oder Schwarzpappeln, die Seidenbäume Maulbeerbäume, deren Blätter zur Ernährung der Seidenraupen dienen.
Mit dem dritten „Ihr“ ruft Hölderlin die „guten Städte“ an (Vers 17). Dass sie „nicht ungestalt, mit dem Feinde / Gemischet unmächtig“ heißen, wobei die Verneinung wohl auch für „mit dem Feinde gemischet unmächtig“ gilt, mag nach Binder mit „wohlgeordnet“ gleichzusetzen sein: wohlgeordnete Städte.
Die folgenden Verse 20–23 sind nicht zu deuten, bilden aber mit dem „Tod“ eine Brücke zu dem Todesmotiv, das sich nun unerwartet mit der ersten benannten Stadt, ‚Stutgard‘, verknüpft. Jetzt (Vers 24) tritt das „Ich“ des Gedichtes hervor, „man darf sagen das Ich des Dichters“. Als „Augenbliklicher“ weiß er um seine Vergänglichkeit, und er wünscht sich als Ort seines Grabes die „Weinstaig“, die Alten Weinsteige, die er oft, von Tübingen oder Nürtingen kommend, gewandert ist und von wo sich der Blick hinab in den Stuttgarter Talgrund öffnet. „Drunten auf ebenem Grün“ (Vers 31) vereinigen sich der stilltönende Klang der Stadt und die Apfelbäume zu einem Bild des Friedens.
In der zweiten benannten Stadt, Tübingen, hatte Hölderlin fünf Jahre, von 1788 bis 1793, das Evangelische Stift besucht. Drei Erinnerungen klingen an. 1789 hatte er geschrieben: „Und siehe da, am heitern Mittag / Schlägt sie mir, der Begeist’rung Stunde.“ Wie an „Blize <…> am hellen Tage“ (Vers 34–35) mag er sich beim Skizzieren des Entwurfs an solche Augenblicke der Begeisterung erinnert haben. Von Tübingen war er zuweilen auf dem „Spizberg“ in Richtung Wurmlinger Kapelle gegangen. Südlich am Fuß des Berges vorbei zieht eine alte Römerstraße, und so wendet sich der Blick, der zunächst von den Alpen nach Nordwesten ging, nach Süden zurück. Auch „Tills Thal“ (Vers 38) in der Nähe, man weiß nicht genau wo, war ein Ziel Hölderlins und seiner Freunde. Dort hatte Johann Jakob Thill (1747–1772) gedichtet, ebenfalls Zögling des Tübinger Stifts. Hölderlin hatte des früh Verstorbenen 1789 in dem Gedicht An Thills Grab gedacht.
Binder glaubt, der Entwurf stecke den geographischen Rahmen des intendierten Gedichts ab. Es bilde eine in ihren Anfang wiederkehrende Figur: von den Alpen nach Nordwesten zum Schwarzwald, von da mit Neckar und Donau nach Osten, dann nach Norden, von Stuttgart zurück zum südlicheren Tübingen, von dem sich die Imagination weiter nach Süden wende, zum Ausgangspunkt. Wiederkehrende Elemente bildeten Leitmotive, akustische – sausen (Vers 5), Klang (Vers 30), stilltönend (Vers 32), tönend (Vers 36) – und olfaktorische – Wohlgerüche (Vers 6), Wohlgeruch (Vers 37). „Die vorhandenen Verse sind <…> ein poetisches Gebilde.“
Die Wanderung beschränkt sich auf Hölderlins reale Erlebnisse, von Tübingen bis Bordeaux, und fasst das Ende ins Auge. Es ist gesättigt mit Erinnerungen an diese vierzehn Jahre, so wie das etwa gleichzeitige Andenken gesättigt ist mit der Erinnerungen an die vier Monate in Bordeaux.

## Künstlerische Folgen
1924 komponierte Ernst Krenek Ihr sanftblickenden Berge für Alt und Männerchor a cappella.
Peter Härtling veröffentlichte 1976 einen Roman Hölderlin. In Nürtingen im Jahr 1804 denkt Hölderlin darin „schöne, sanftstimmende Bilder aus der Vergangenheit: ‚Und Thills Tal, das …‘“.
Uta-Maria Heim zitierte Verse aus dem Entwurf, unter anderem als Motto, in ihrem 1991 erschienenen Kriminalroman Das Rattenprinzip.
1992 komponierte Karl Ottomar Treibmann Hölderlin, Briefe und Dichtungen für Bariton, Flöte und Klavier, darin Ihr sichergebaueten Alpen.